# Saint-Germain-de-Joux
Saint-Germain-de-Joux és un municipi francès situat al departament de l'Ain i a la regió d'Alvèrnia-Roine-Alps. L'any 2007 tenia 501 habitants.

## Demografia

### Població
El 2007 la població de fet de Saint-Germain-de-Joux era de 501 persones. Hi havia 199 famílies de les quals 61 eren unipersonals (41 homes vivint sols i 20 dones vivint soles), 65 parelles sense fills, 61 parelles amb fills i 12 famílies monoparentals amb fills.
La població ha evolucionat segons el següent gràfic:
Habitants censats

### Habitatges
El 2007 hi havia 297 habitatges, 204 eren l'habitatge principal de la família, 45 eren segones residències i 48 estaven desocupats. 175 eren cases i 122 eren apartaments. Dels 204 habitatges principals, 112 estaven ocupats pels seus propietaris, 84 estaven llogats i ocupats pels llogaters i 8 estaven cedits a títol gratuït; 1 tenia una cambra, 27 en tenien dues, 46 en tenien tres, 54 en tenien quatre i 76 en tenien cinc o més. 138 habitatges disposaven pel capbaix d'una plaça de pàrquing. A 102 habitatges hi havia un automòbil i a 72 n'hi havia dos o més.

### Piràmide de població
La piràmide de població per edats i sexe el 2009 era:
| Homes | Edats   | Dones |
| ----- | ------- | ----- |
| 0     | 95 o +  | 0     |
| 0     | 90 a 94 | 0     |
| 0     | 85 a 89 | 4     |
| 4     | 80 a 84 | 0     |
| 24    | 75 a 79 | 8     |
| 16    | 70 a 74 | 16    |
| 8     | 65 a 69 | 12    |
| 0     | 60 a 64 | 4     |
| 24    | 55 a 59 | 8     |
| 16    | 50 a 54 | 20    |
| 24    | 45 a 49 | 12    |
| 4     | 40 a 44 | 8     |
| 4     | 35 a 39 | 8     |
| 24    | 30 a 34 | 12    |
| 24    | 25 a 29 | 40    |
| 12    | 20 a 24 | 16    |
| 12    | 15 a 19 | 8     |
| 12    | 10 a 14 | 8     |
| 44    | 5 a 9   | 20    |
| 12    | 0 a 4   | 12    |

## Economia
El 2007 la població en edat de treballar era de 332 persones, 254 eren actives i 78 eren inactives. De les 254 persones actives 226 estaven ocupades (140 homes i 86 dones) i 28 estaven aturades (9 homes i 19 dones). De les 78 persones inactives 18 estaven jubilades, 22 estaven estudiant i 38 estaven classificades com a «altres inactius».

### Ingressos
El 2009 a Saint-Germain-de-Joux hi havia 206 unitats fiscals que integraven 515 persones, la mediana anual d'ingressos fiscals per persona era de 15.618 €.

### Activitats econòmiques
Dels 21 establiments que hi havia el 2007, 4 eren d'empreses extractives, 2 d'empreses alimentàries, 5 d'empreses de construcció, 4 d'empreses de comerç i reparació d'automòbils, 1 d'una empresa de transport, 2 d'empreses d'hostatgeria i restauració, 2 d'empreses immobiliàries i 1 d'una empresa de serveis.
Dels 4 establiments de servei als particulars que hi havia el 2009, 1 era un paleta, 1 guixaire pintor i 2 fusteries.
L'únic establiment comercial que hi havia el 2009 era una fleca.
L'any 2000 a Saint-Germain-de-Joux hi havia 3 explotacions agrícoles.

## Equipaments sanitaris i escolars
El 2009 hi havia una escola elemental.

## Poblacions més properes
El següent diagrama mostra les poblacions més properes.